# Велика Тимава
Велика Тимава (пол. Wielka Tymawa, нім. Groß Thiemau) — село в Польщі, у гміні Біскупець Новомейського повіту Вармінсько-Мазурського воєводства.
Населення — 328 осіб (2011).
У 1975-1998 роках село належало до Торунського воєводства.

## Демографія
Демографічна структура станом на 31 березня 2011 року:
|          | Загалом | Допрацездатний вік | Працездатний вік | Постпрацездатний вік |
| -------- | ------- | ------------------ | ---------------- | -------------------- |
| Чоловіки | 170     | 42                 | 115              | 13                   |
| Жінки    | 158     | 30                 | 101              | 27                   |
| Разом    | 328     | 72                 | 216              | 40                   |